# Fujiwara no Sanekane
Fujiwara no Sanekane (Kurodo (Camarlenc)) (藤原実兼 (蔵人) (1085 - 29 d'abril de 1112), va ser un conservador de la Cort Imperial i compositor de poemes xinesos a prop del final del període Heian.

## Biografia
Pertanyia a la línia Fujiwara no Sadatsugu, la Casa del Sud del clan Fujiwara i era el segon fill de Fujiwara no Suetsuna. La seva mare era filla de Wakasa no kuni no kami (governador de la província de Wakasa) Fujiwara no Michimune. Va ser el pare biològic de Shinzei (Fujiwara no Michinori) que va tenir les regnes del poder com a In no Kinshin (el cortesà de l'emperador retirat) durant el període insei (durant un període governat per un emperador retirat).
Va començar a servir l'emperador Toba abans de pujar al tron i va permetre l'accés a Togu (el palau del príncep hereu) el 1103. A més, quan l'emperador va pujar al tron, va ser ascendit a kurodo el 1108 quan era shinshi (estudiant de Daigaku que va aprovar una prova oficial de nomenament). Era famós pels seus amplis coneixements tot i que era jove i la seva poesia xinesa i el waka (un poema tradicional japonès de trenta-una síl·labes) s'inclouen a "Honchomudaishi" (una col·lecció de poemes xinesos), "Choya gunsai" (Escriptures oficials i no oficials col·leccionades), "Wakankensakushu", "Tekkinsakushu", "Tekkinsho-Shopanesho" i "Enciclopedia de Japonesa". Japó), etc. També es diu que va gravar "Godansho" (les Converses Oe, amb anècdotes i xafarderies), un recull de converses amb el seu mentor, Chunagon (viceconseller d'estat) OE no Masafusa.
Tot i que prometia, va morir sobtadament a Kurododokoro (l'oficina del camarlenc) als 28 anys. Com que la seva mort va ser tan sobtada, es va estendre el rumor que el van matar. Com a resultat, el seu únic fill Michinori va ser adoptat per Takashina no Tsunetoshi.